# Omero Bonoli
Omero Bonoli   (Ravenna, 17 de setembre de 1909 - Ravenna, 17 d'octubre de 1985) va ser un gimnasta artístic italià que va competir durant la dècada de 1930.
El 1932 va prendre part en els Jocs Olímpics de Los Angeles, on guanyà la medalla de plata en la prova de cavall amb arcs del programa d'gimnàstica.